# Charleville-Centre (tổng)
Tổng Charleville-Centre là một tổng ở tỉnh Ardennes trong vùng Grand Est.
.]]

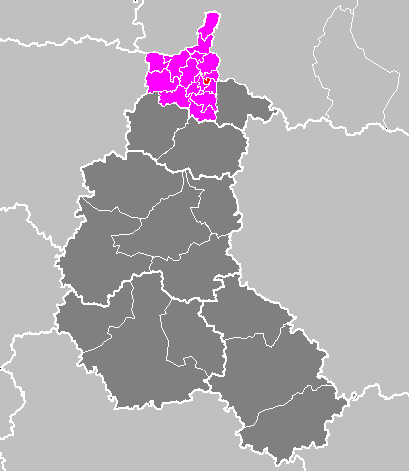
Tổng Charleville-Centre trong quận Charleville-Mézières

Tổng Charleville-centre được lập từ sự chia tách tổng Charleville năm 1976. Phần kia hiện là tổng Charleville-la-Houillère.

## Hành chính
| Giai đoạn | Ủy viên            | Đảng | Tư cách                                      |
| --------- | ------------------ | ---- | -------------------------------------------- |
| 1976-1982 | Luc Pilard         | CDS  | ancien Thị trưởng Montcy-St-Pierre           |
| 1982-1988 | Luc Pilard         | UDF  | ancien Thị trưởng Montcy-St-Pierre           |
| 1988-1994 | Luc Pilard         | UDF  | ancien Thị trưởng Montcy-St-Pierre           |
| 1994-2001 | André Marquet      | UDF  | conseiller municipal de Charleville-Mézières |
| 2001-2008 | André Marquet      | UDF  | conseiller municipal de Charleville-Mézières |
| 2008-2014 | Christophe Léonard | PS   | directeur général des services de Fumay      |

## Các đơn vị hành chính
Tổng Charleville-Centre gồm 3 xã với dân số 12 746 người (điều tra năm 1999, dân số không tính trùng)
| Xã                   | Dân số    | Mã bưu chính | Mã insee |
| -------------------- | --------- | ------------ | -------- |
| Aiglemont            | 1 733     | 08090        | 08003    |
| Charleville-Mézières | 9 531 (1) | 08000        | 08105    |
| Montcy-Notre-Dame    | 1 482     | 08090        | 08298    |

(1) fraction de commune.

## Thông tin nhân khẩu
| 1962                                                     | 1968 | 1975 | 1982 | 1990 | 1999   |
| -------------------------------------------------------- | ---- | ---- | ---- | ---- | ------ |
| -                                                        | -    | -    | -    | -    | 12 746 |
| Nombre retenu à partir de 1962 : dân số không tính trùng |      |      |      |      |        |